# Filarca
Il filarca (in greco antico: φύλαρχος?, phýlarchos) era un magistrato nell'antica Grecia che governava le tribù in cui erano divise le città e la popolazione.

## Funzioni
Anticamente in Grecia prevaleva dovunque la suddivisione in tribù, ad esempio quelle di Atene: i Dori erano divisi in tre tribù e gli Ioni in quattro. Questa istituzione sociale permase fino all'ultimo periodo della storia greca con alcune modifiche. In origine i filarchi erano i capi delle varie tribù, sia in pace che in guerra: Epidamno, per esempio, che era una colonia di Corcira e quindi dorica, aveva un ordinamento oligarchico in cui il potere era detenuto dai tre filarchi e, quando l'oligarchia fu rovesciata, questi vennero sostituiti da un Consiglio democratico. Probabilmente i filarchi svolgevano le stesse funzioni dei probuli, i quali, a detta di Aristotele, svolgevano in oligarchia le stesse funzioni della Boulé in democrazia.
Non si sa con certezza quanti fossero i filarchi. Probabilmente ce n'erano di diversi per ogni tribù, forse i rappresentanti dei ghenos presenti all'interno della tribù. Sappiamo che a Troia ogni tribù aveva vari filarchi. Quando i filarchi persero le loro importanti funzioni civili nel passaggio dall'oligarchia alla democrazia, naturalmente mantennero i resti della loro importanza militare. Essendo oligarchi, ovviamente rappresentavano quella branca dell'organizzazione militare che era soprattutto oligarchica, e in questo modo li troviamo ancora come comandanti della cavalleria delle tribù.

### Ad Atene
Non sappiamo quanti ce ne fossero in origine ad Atene, ma probabilmente ciascuna delle quattro antiche tribù aveva in origine diversi filarchi, ma in seguito, con la riforma di Solone, ne restò solo uno per tribù. Quando Clistene istituì le nuove dieci tribù, incrementò il numero di filarchi da uno a dieci, secondo quanto afferma Erodoto. Probabilmente Erodoto confuse i filarchi con i filobasilei, antichi magistrati che reggevano le tribù, ma probabilmente lo fece perché le loro funzioni erano le stesse. Sotto la costituzione di Clistene c'erano dieci filarchi: una tribù  comandava sulla cavalleria, composta da 100 uomini di ogni tribù. I filarchi erano sottomessi a due ipparchi. Secondo Giulio Polluce i filarchi erano scelti collettivamente dagli arconti, ma più probabilmente erano  eletti per cheirotonia, come gli strateghi, gli ipparchi e i tassiarchi.
Siccome alla cavalleria appartenevano i cittadini provenienti dalle due più alte classi sociali (pentacosiomedimni e hippeis), possiamo dedurre che i filarchi appartenessero sempre a una di queste due classi. La carica esisteva anche a Cizico ed era la seconda per importanza dopo gli strateghi.

### Nell'antica Roma
Nel tardo Impero Romano, dal IV al VII secolo, il titolo di filarca fu assegnato ai principi arabi orientali che erano alleati di Roma (una specie di sceicchi). Dal 530 al 585 i singoli filarchi furono comandati da un filarca superiore della dinastia ghassanide.